# أم فروة بنت أبي قحافة
أم فروة بنت أبي قُحَافة بن عامر بن عمرو التيمية القرشية صحابية من أهل مكة، وهي أخت الخليفة الراشدي أبو بكر الصديق أحد العشرة المبشرون بالجنة. زوجها أخوها أبو بكر من الأشعث بن قيس فولدت له: محمد، وإسماعيل، وإسحاق، وحُبَابة، وقُرَيبة.

## نسبها
- هي أم فروة بنت أبي قحافة بن عامر بن عمرو بن كعب بن سعد بن تيم بن مرة التيمية القرشية الكنانية.[3]
- أمها هي هند بنت نُقَيد بن بُجَير بن عبد بن قصي بن كلاب القرشية الكنانية.